# Clematis jialasaensis
Clematis jialasaensis är en ranunkelväxtart som beskrevs av Wen Tsai Wang. Clematis jialasaensis ingår i släktet klematisar, och familjen ranunkelväxter. Utöver nominatformen finns också underarten C. j. macrantha.